# Microstigma maculatum
Microstigma maculatum is een libellensoort uit de familie van de reuzenjuffers (Pseudostigmatidae), onderorde juffers (Zygoptera).
De wetenschappelijke naam van de soort is voor het eerst geldig gepubliceerd in 1860 door Hagen in Selys.